# Лувье-Сюд

Кантон Лувье-Сюд в составе округа

Лувье-Сюд (фр. Louviers-Sud) — упраздненный кантон во Франции, регион Верхняя Нормандия, департамент Эр. Входил в состав округа Лез-Андели.
В состав кантона входили коммуны (население по данным Национального института статистики за 2011 г.):
- Акиньи (1 544 чел.)
- Амфревиль-сюр-Итон (769 чел.)
- Катремар (399 чел.)
- Кравиль (123 чел.)
- Ла Вашри (553 чел.)
- Ла Е-ле-Конт (128 чел.)
- Ла Е-Малерб (1 509 чел.)
- Ле Мениль-Журден (229 чел.)
- Лувье (9 058 чел.) (частично)
- Ондувиль (781 чел.)
- Пентервиль (764 чел.)
- Сюртовиль (454 чел.)
- Сюрвиль (929 чел.)

В соответствии с территориальной реформой с 2015 года кантон был упразднен. Входящая в его состав часть города Лувье была объединена с кантоном Лувье-Нор в новый кантон Лувье, а остальные коммуны перешли в состав кантона Пон-де-л'Арш.

## Экономика
Структура занятости населения (без учета города Лувье) :
- сельское хозяйство — 4,2 %
- промышленность — 43,1 %
- строительство — 9,8 %
- торговля, транспорт и сфера услуг — 30,0 %
- государственные и муниципальные службы — 12,9 %

Уровень безработицы (2011 год) - 8,2 % (Франция в целом — 12,8 %, департамент Эр — 12,5 %). 

Среднегодовой доход на 1 человека, евро (2011 год) - 29 635 (Франция в целом — 25 140, департамент Эр — 24 232).

## Политика
На президентских выборах 2012 г. жители кантона отдали в 1-м туре Николя Саркози 27,3 % голосов против 25,7 % у Франсуа Олланда и 21,4 % у Марин Ле Пен, во 2-м туре в кантоне победил Саркози, получивший 50,6 % голосов (2007 г. 1 тур: Саркози  — 33,2 %, Сеголен Руаяль — 22,7 %; 2 тур: Саркози — 56,4 %). На выборах в Национальное собрание в 2012 г. по 4-му избирательному округу департамента Эр они поддержали действующего депутата, кандидата Социалистической партии Франсуа Лонкля, получившего 40,4 % голосов в 1-м туре и 55,9 % голосов - во 2-м туре.
|  | Кандидат       | Партия                   | % голосов |
|  | -------------- | ------------------------ | --------- |
|  | Ги Озу         | Новый центр              | 37,16     |
|  | Франк Мартен   | Радикальная левая партия | 36,83     |
|  | Жан-Шарль Уэль | Социалистическая партия  | 26,01     |